# BAYS FC
El BAYS FC es un equipo de fútbol de Santa Lucía que juega en la División de Oro de Santa Lucía, la primera división nacional.

## Historia
Fue fundado en el año 2002 en la comunidad de Bexon inicialmente como una entidad de acción social con el fin de desarrollar el deporte entre los jóvenes de la comunidad.
En el año 2022/23 logran el título de la segunda división y consiguen el ascenso a la División de Oro de Santa Lucía por primera vez, y al año siguiente consiguen ganar el campeonato nacional donde ganaron ocho de los nueve partidos que jugaron.
Tuvieron su primera participación en un torneo internacional en la CONCACAF Caribbean Club Shield 2024 donde fueron eliminados en la primera ronda por el CRKSV Jong Holland de Curazao.

## Palmarés
- división de Oro de Santa Lucía: 1

2023
- División de Plata de Santa Lucía: 1

2022/23

## Participación en competiciones de la CONCACAF
| Temporada | Torneo          | Ronda         | Club               | Casa | Visita | Global |
| --------- | --------------- | ------------- | ------------------ | ---- | ------ | ------ |
| 2024      | CFU Club Shield | Preliminar    | SCSA Eagles        | 1-0  | No     | 1-0    |
| 2024      | CFU Club Shield | Primera ronda | CRKSV Jong Holland | No   | 0-3    | 0-3    |